# Devarodes coliadata
Devarodes coliadata là một loài bướm đêm trong họ Geometridae.